# Eddy Reyniers
Eddy Reyniers, né le 30 décembre 1946 à Hemiksem et mort le 15 septembre 2023 à Schelle,, est un coureur cycliste belge. Il participe à des compétitions durant les années 1960 et 1970.

## Biographie
Chez les amateurs, Eddy Reyniers devient à plusieurs reprises champion de Belgique sur piste. Il évolue ensuite au niveau professionnel entre mai 1969 et décembre 1974 au sein de diverses équipes belges. Durant cette période, il obtient quelques places d'honneur dans des kermesses belges. Il participe également au Tour de France 1970, où il se classe dixième de deux étapes. 

## Palmarès et résultats

### Palmarès par année
- 1965
  -  Champion de Belgique de poursuite par équipes amateurs
- 1966
  - 3e de Gand-Wervik
- 1968
  - 3e du championnat de Belgique de l'américaine amateurs
- 1969
  -  Champion de Belgique de course derrière derny amateurs
  - 3e du championnat de Belgique de l'américaine amateurs
  - 3e du Grand Prix d'Affligem
- 1972
  - 2e du Grand Prix Betekom

### Résultats sur les grands tours

#### Tour de France
1 participation
- 1970 : 65e

#### Tour d'Italie
1 participation
- 1971 : 74e

#### Tour d'Espagne
1 participation
- 1974 : abandon (16e étape)